# Pueblo Nuevo Solistahuacán
Pueblo Nuevo Solistahuacán est une municipalité du Chiapas, au Mexique. Elle couvre une superficie de 419,8 km2 et compte 31 942 habitants en 2015.